# جبائر قصبة الساق
جبائر قصبة الساق المعروفة أيضاً بمتلازمة الإجهاد الظنبوبي الإنسي وهو ألم على امتداد الحافة الإنسية (الداخلية) لعظمة الظنبوب (قصبة الساق) بسبب التهاب الانسجة في تلك المنطقة.و تكون شائعة في العدائين، الراقصين وكذلك المجندين العسكريين.